# Stará synagoga v Dobříši
Stará synagoga stávala ve městě Dobříš poblíž Mírového náměstí za místní sokolovnou a hostincem U Bílého lva. Postavena byla v roce 1777 a využívala se do roku 1904. Poté byla adaptována na divadelní a taneční sál, později sloužila jako tělocvična. Roku 1960 byla zbořena. Na místě bývalé synagogy se dnes nachází podzemní kontejnery.
Ve městě se také nachází nová synagoga a židovský hřbitov.